# Kolej junnańsko-wietnamska
Linia kolejowa Hajfong – Kunming, kolej junnańsko-wietnamska, kolej junnańska (chiń. 滇越铁路; pinyin Diān-Yuè Tiělù; wiet. Tuyến đường sắt Hải Phòng - Vân Nam) – jednotorowa, niezelektryfikowana, wąskotorowa linia kolejowa łącząca chińską prowincję Junnan z wietnamskim Hajfongiem.
Linia kolejowa Hajfong – Kunming jest pomnikiem kultury narodowej Chińskiej Republiki Ludowej. Jest to także jedyna czynna linia kolejowa o rozstawie toru 1000 mm w Chińskiej Republice Ludowej.

## Historia
Plan zbudowania kolei junnańskiej powstał pod koniec XIX wieku z inspiracji francuskich władz kolonialnych Wietnamu. Linia kolejowa miała w założeniu ułatwić ekspansję Francji na terenie południowych Chin i połączyć nowym szklakiem handlowym, wzdłuż Rzeki Czerwonej, port morski Hajfong z przemysłowym miastem Kunming.
Prace nad linią rozpoczęto w 1898 roku od uzyskania koncesji na prowadzenie prac budowlanych i przewozów od rządu Cesarstwa Chińskiego. Inwestorem budującym i operatorem kolei junnańsko–wietnamskiej było francuskie towarzystwo akcyjne Compagnie de Chemin de fer de l'Indo-Chine et du Yunnan (CIY). Główny okres budowy linii przypadł na lata 1903-1910. Otwarcie miało miejsce 31 marca 1910 roku, a pierwszy pociąg przejechał linią 1 kwietnia 1910 roku.

## Opis
Linia kolejowa ma 855 kilometrów długości, z czego 465 kilometrów znajduje się po stronie chińskiej. Kolej junnańsko–wietnamska ma charakter wybitnie towarowy i odgrywa ważną rolę w przewozach międzynarodowych pomiędzy Chinami i Wietnamem.
Z uwagi na postępującą degradację linii prognozowane jest w najbliższym czasie jej całkowite zamknięcie. Jej miejsce w przewozach międzynarodowych ma zająć budowana z inspiracji władz chińskich linia normalnotorowa magistrali transazjatyckiej łączącej Kunming z Singapurem.